# Густав-Адолф фон Цанген
Густав-Адолф фон Цанген (на немски: Gustav-Adolf von Zangen) (1892 – 1964) е немски офицер служещ по време на Първата и Втората световна война, генерал от пехотата и кавалер на Рицарски кръст с дъбови листа. Ръководи командването на 15-а армия в Холандия през 1944 г.

## Биография

### Ранни години
Роден е на 7 ноември 1892 г. в Хесен-Дармщат, Западна Германия. Постъпва доброволец в Имперската армия през февруари 1910 г., като фанен-юнкер (офицерски кандидат) от гвардейски пехотен полк.

## Първа световна война
С началото на войната командир на рота. От август 1915 г. старши лейтенант, а две години по-късно на щабна длъжност. До края на войната е награден с ордена Железен кръст, като достига до звание поручик. Раняван е само един път.

### Между световните войни
През януари 1920 г. е съкратен от армията, поради наложената забрана от Версайския договор. Въпреки това постъпва на служба в полицията.
С идването на август 1935 г. се завръща отново в армията, в звание подполковник като до началото на войната е командир на пехотен полк, в течение на което е издигнат до полковник.

## Втора световна война
От май до юни 1940 г. активно участва във Френската кампания, където си извоюва приставката Закопчалка към Железния кръст.
Година по-късно взима участие и в Германо-съветската война, като води няколко успешни битки в Беларус, сражения в района на Смоленск и по Московското направление.
На 25 декември 1941 г. поема командването на 17-а пехотна дивизия. Година след това е награден с Рицарски кръст, а месец по-късно повишен до чин генерал-майор. До края на годината води упорити битки в района на Юхнова и Гжатска. Получава званието генерал-лейтенант през януари на следващата година.
Назначен е за командир на 84-ти армейски корпус през април 1943 г., с който води битки в Нормандия. Два месеца по-късно си извоюва званието Генерал от пехотата (последно повишение), а през август бива изпратен в Северна Италия, където поема командването на 87-и армейски корпус.
От средата на 1944 г. е командир на 15-а армия, участваща в отбраната на Западния фронт, а през ноември е награден с Дъбови листа.
Преди края на войната взима участие в битката за Берлин, но през средата на април 1945 г. армията му е разгромена, а той е взет в американски плен.
Умира на 72-годишна възраст в град Ханау, Германия през 1964 г.

### Назначения
- 1938 – 1941: Командир на 88-и полк
- 1941 – 1943: Командир на 17-а пехотна дивизия
- 1943: Командир на LXXXIV корпус
- 1943: Командир на LXXXVII корпус
- 1943: Командир армия Отряд на Цанген, Северна Италия
- 1943 – 1944: Командир на Ниските Алпийски зони, Северна Италия
- 1944: Командир на 15-а армия, Холандия

## Награди
- Железен кръст (1914) – II и I степен
- Закопчалка към Железния кръст (1940) – II и I степен
- Рицарски кръст с дъбови листа
  - Носител на Рицарски кръст от 15 януари 1942 г.
  - Носител на Дъбови листа №647 от 5 ноември 1944 г.